# Australische Cricket-Nationalmannschaft in Indien in der Saison 1996/97
Die Tour der australischen Cricket-Nationalmannschaft nach Indien in der Saison 1996/97 fand vom 10. bis zum 13. Oktober 1996 statt. Die internationale Cricket-Tour war Bestandteil der Internationalen Cricket-Saison 1996/97 und umfasste einen Test. Indien gewann die Test-Serie 1–0.

## Vorgeschichte
Für beide Mannschaften war es die erste Tour der Saison. Das letzte Aufeinandertreffen der beiden Mannschaften bei einer Tour fand in der Saison 1991/92 in Australien statt.

## Stadien
Die folgenden Stadien wurden für die Tour als Austragungsort vorgesehen.
| Stadion          | Stadt | Kapazität | Spiele  |
| ---------------- | ----- | --------- | ------- |
| Feroz Shah Kotla | Delhi | 48.000    | 1. Test |

## Kaderlisten
Die folgenden Kader wurden von den Mannschaften benannt.
| Test | Test |
| Indien | Australien |
| --- | --- |
| - Sachin Tendulkar (K) - Mohammad Azharuddin - Rahul Dravid - Sourav Ganguly - David Johnson - Sunil Joshi - Aashish Kapoor - Anil Kumble - Nayan Mongia (wk) - Venkatesh Prasad - Vikram Rathour | - Mark Taylor (K) - Michael Bevan - Ian Healy (wk) - Brad Hogg - Peter McIntyre - Glenn McGrath - Ricky Ponting - Paul Reiffel - Michael Slater - Mark Waugh - Steve Waugh |

## Tour Match
| 5. – 7. Oktober Scorecard | Patiala | Australians 358-8d (91) & 99-2 (32) | – | Indian Board President’s XI 262 (79.5) |
|                           |         | Remis                               |   |                                        |

## Test in Delhi
| 10. – 13. Oktober Scorecard | Delhi | Australien 182 (73) & 234 (108.3) | – | Indien 361 (131.4) & 58-3 (13.2) |
|                             |       | Indien gewinnt mit 7 Wickets      |   |                                  |

Australien gewann den Münzwurf und entschied sich als Schlagmannschaft zu beginnen. Für sie bildeten die Eröffnungs-Batter Michael Slater und Mark Taylor eine Partnerschaft. Taylor erreichte 17 Runs und der ihm folgende Ricky Ponting 14 weitere. Dieser wurde gefolgt von Mark Waugh, bevor auch Slater nach 44 Runs ausschied. Dem hineinkommenden Michael Bevan gelangen 26 Runs und Waugh schied ebenfalls nach 26 Runs aus. Ian Healy konnte daraufhin noch 17 weitere Runs erzielen, bevor kurz darauf das letzte Wicket des Innings fiel. Bester indischer Bowler war Anil Kumble mit 4 Wickets für 63 Runs. Für Indien formte Eröffnungs-Batter Nayan Mongia eine Partnerschaft zusammen mit dem dritten Schlagmann Sourav Ganguly, die zusammen den Tag beim Stand von 57/1 beendeten. Am zweiten Spieltag schied Ganguly nach einem Fifty über 66 Runs aus. Ihm folgten Sachin Tendulkar mit 10, Mohammad Azharuddin mit 17, Rahul Dravid mit 40 und Sunil Joshi mit 23 Runs. Als Aashish Kapoor aufs Feld kam, endete der Tag beim Stand von 319/6. Am dritten Spieltag schied Kapoor nach 22 Runs aus und Mongia verlor sein Wicket nach einem Century über 152 Runs aus 366 Bällen. Wenig später fiel auch das letzte Wicket des Innings und Indien hatte einen Vorsprung von 179 Runs. Für Australien formte Eröffnungs-Batter Mark Taylor zusammen mit dem dritten Schlagmann Ricky Ponting eine Partnerschaft. Ponting erreichte 13 und der ihm folgende Mark Waugh 23 Runs. Taylor schied nach 37 Runs aus, woraufhin Michael Bevan und Steve Waugh eine Partnerschaft formten. Bevan gelangen 33 Runs und Ian Healy 12 weitere, bevor der Tag beim Stand von 168/6 endete. Am vierten Spieltag erzielte Peter McIntyre 16 Runs und Steve Waugh beendete das Innings ungeschlagen mit einem Fifty über 67 Runs. Damit setzten sie Indien eine Vorgabe von 56 Runs. Beste indische Bowler waren Anil Kumble mit 5 Wickets für 67 Runs und Venkatesh Prasad mit 3 Wickets für 18 Runs. Für Indien bildete Eröffnungs-Batter Vikram Rathour eine Partnerschaft zusammen mit Sourav Ganguly. Rathour erreichte 14 Runs, bevor Ganguli zusammen mit Mohammad Azharuddin die Vorgabe einholte. Beide erzielten je 21* Runs. Bester australischer Bowler war Paul Reiffel mit 2 Wickets für 24 Runs. Als Spieler des Spiels wurde Nayan Mongia ausgezeichnet.